# مایکل براون (بازیکن فوتبال، زاده ۱۹۸۵)
مایکل براون (انگلیسی: Michael Brown؛ زادهٔ ۲۷ فوریهٔ ۱۹۸۵) بازیکن فوتبال اهل انگلستان است.
از باشگاه‌هایی که در آن بازی کرده‌است می‌توان به باشگاه فوتبال پرستون نورث اند، باشگاه فوتبال لانکستر و باشگاه فوتبال فلیتوود اشاره کرد.